# 咸平牟氏
咸平牟氏（ハンピョンモし、朝鮮語: 함평모씨）は、朝鮮の氏族の一つ。本貫は全羅南道咸平郡である。2015年の調査では、20,543人である（他に同系列の咸豊牟氏は101人）。
始祖は、中国弘農郡出身の牟慶である。牟慶は宋の欽宗時代に吏部尚書と大司馬大将軍を務め、1126年に高麗で李資謙が反乱を超すと、反乱を平定するために派遣され、この功績から一等功臣に叙勲され、高麗に帰化した。
その後、平章事の官職と咸平郡に封ぜられたことから、牟慶の子孫が本貫を咸平にして咸平牟氏を創始した。

## 集姓村
- 全羅南道咸平郡大洞面
- 全羅北道南原郡大山面
- 慶尚南道晋州市寺奉面[2]